# Нигерийский креольский язык
Нигери́йский крео́льский язы́к (также нигерийский пиджин: англ. nigerian pidgin, самоназвание: naija — найджа) — креольский язык на английской основе, широко используемый в Нигерии в качестве лингва-франка. Является родным языком приблизительно для 3—5 млн человек, ещё 75 млн человек пользуются им в качестве второго языка. Наибольшее распространение имеет в богатом нефтью регионе дельты Нигера. Несмотря на широкое распространение по всей Нигерии, не имеет официального статуса.

## Связи с другими языками и диалектами
Нигерийский пиджин, наряду с другими западноафриканскими креольскими языками и пиджинами на основе английского языка, имеет много общих черт с креольскими языками Карибского бассейна (все они происходят от западноафриканского пиджина). Освобождённые рабы с Карибских островов, переселившиеся в Западную Африку, принесли с собой многие слова и фразы из ямайского креольского языка (патуа) и языков других островов Вест-Индии (см. чёрный английский). Между нигерийским пиджином и креольскими языками островов Карибского бассейна существует довольно высокая степень взаимопонимаемости.
В Лагосе расположена редакция новостей Би-Би-Си на местном пиджине, однако язык новостной службы, хотя и основан на нигерийском креольском языке, является попыткой создать более широкий стандарт для всех родственных западноафриканских пиджинов.